# San Antonio La Paz
San Antonio La Paz est une ville du Guatemala dans le département d'El Progreso.

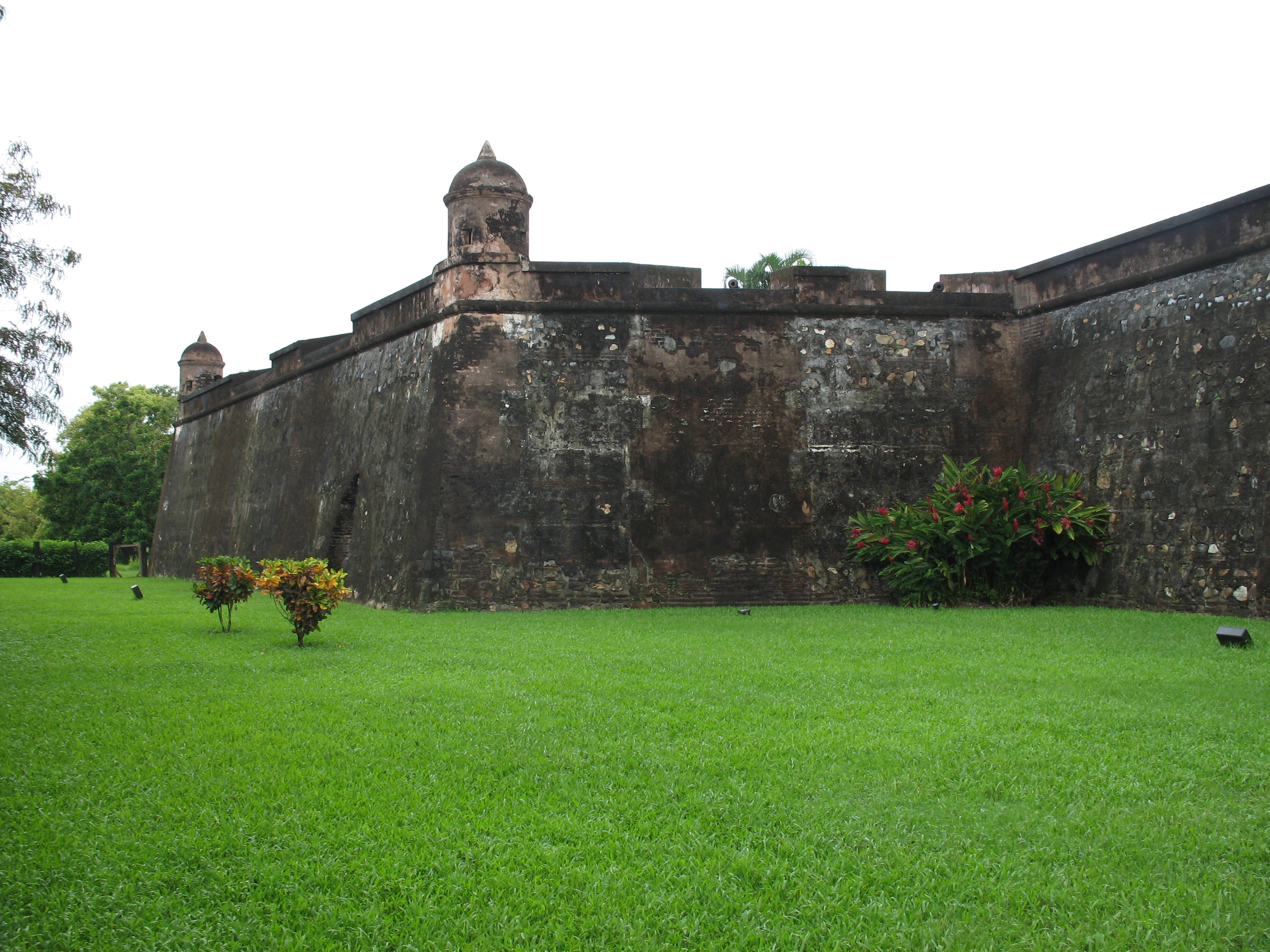
Château de San Fernando de Omoa. Seul port de l'Atlantique pendant la colonie espagnole (1524-1821).